# تئاتر کاخ دروتنینگهلم

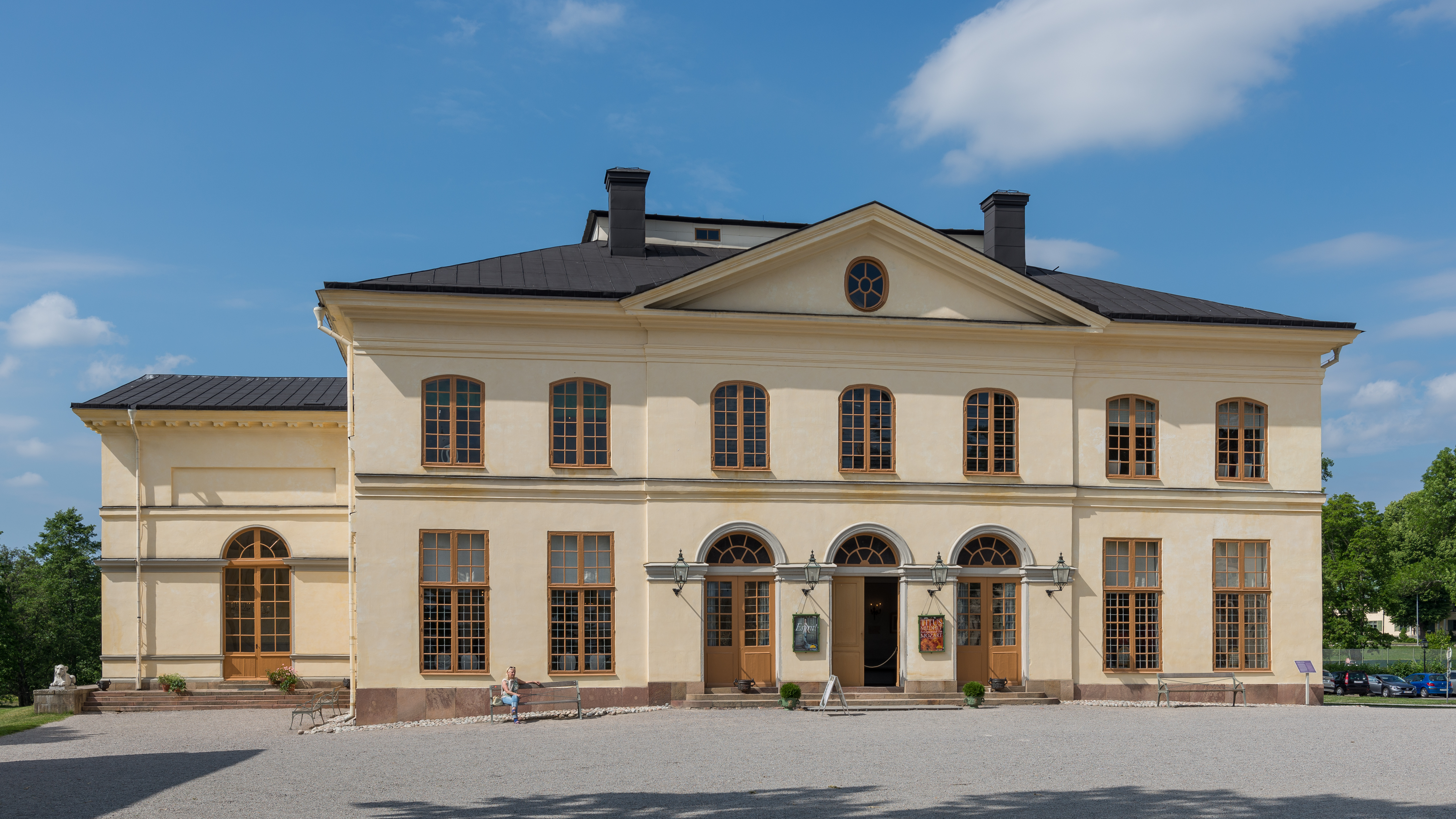
تئاتر کاخ دروتنینگهلم، نمای بیرونی، ۲۰۱۳

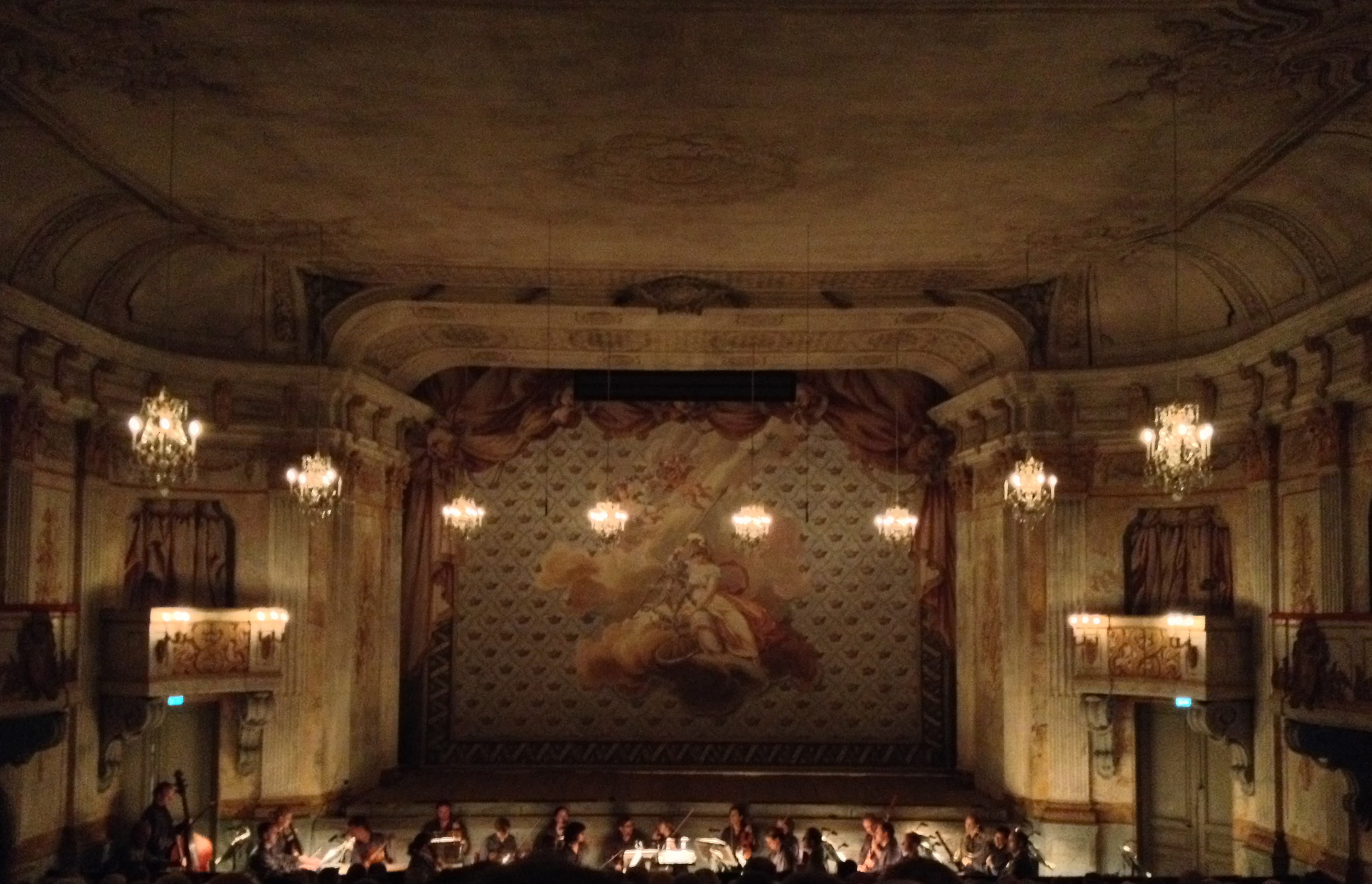
نمای داخلی

تئاتر کاخ دروتنینگهلم (سوئدی: Drottningholms slottsteater) تالار اپرا واقع‌شده در کاخ دروتنینگهلم در استکهلم، سوئد است. این مکان یکی از اندک تئاترهای سدهٔ هجدهم میلادی در اروپا است که همچنان با ماشین‌ابزار اصلی خود مشغول به کار است.
در حال حاضر، این تئاترِ احیا شده با تمرکز بر آثار هایدن، هندل، گلوک و موتسارت و تأکید بر اجرای اصیل، به عنوان یک تئاترِ جشنواره اپرای تابستانی، شهرت بین‌المللی فزاینده‌ای کسب کرده است. این تئاتر همچنین میزبان اجراهای مهمان از اپرای سلطنتی سوئد بوده است.

## تاریخچه

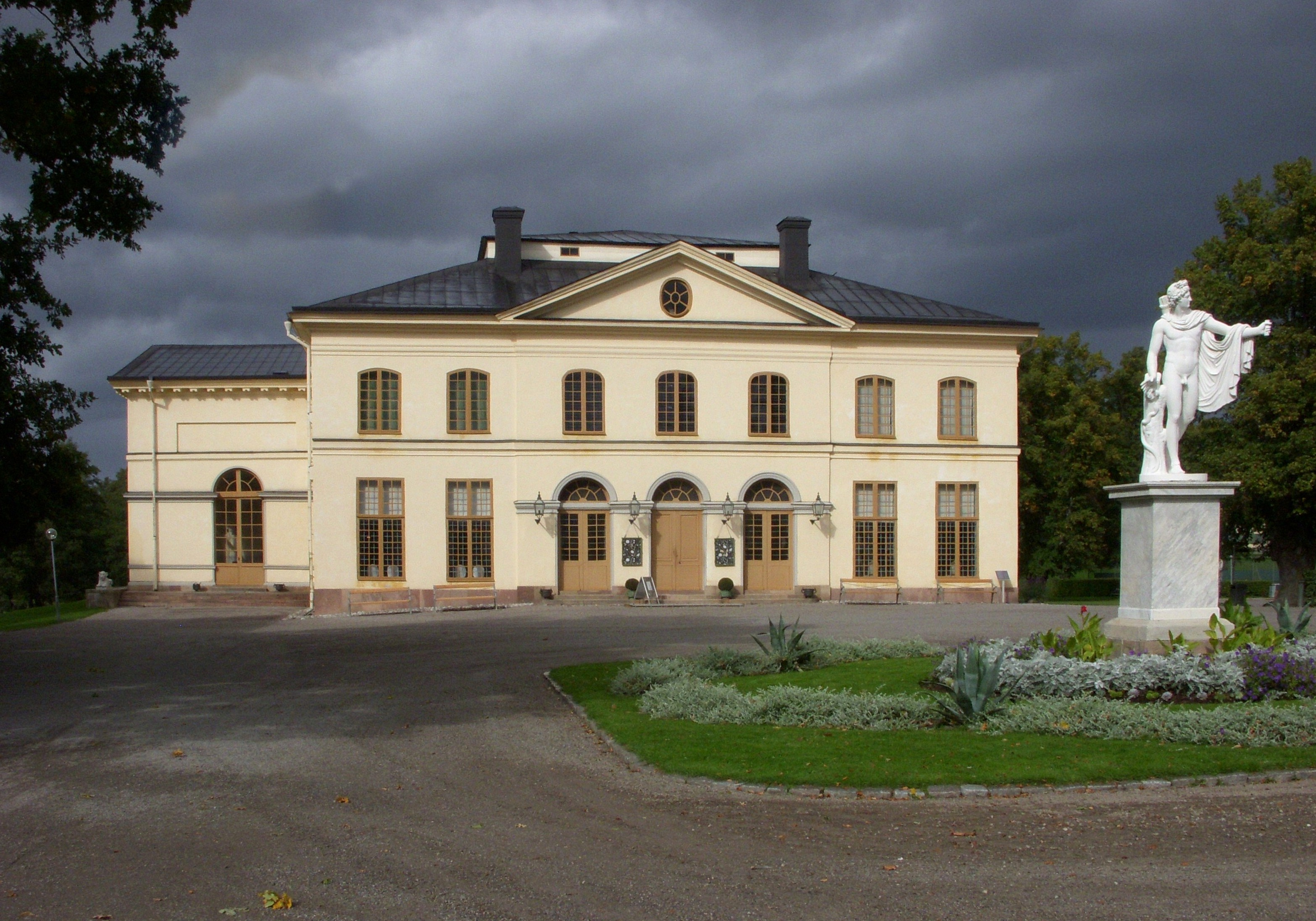
نمای بیرونی تئاتر

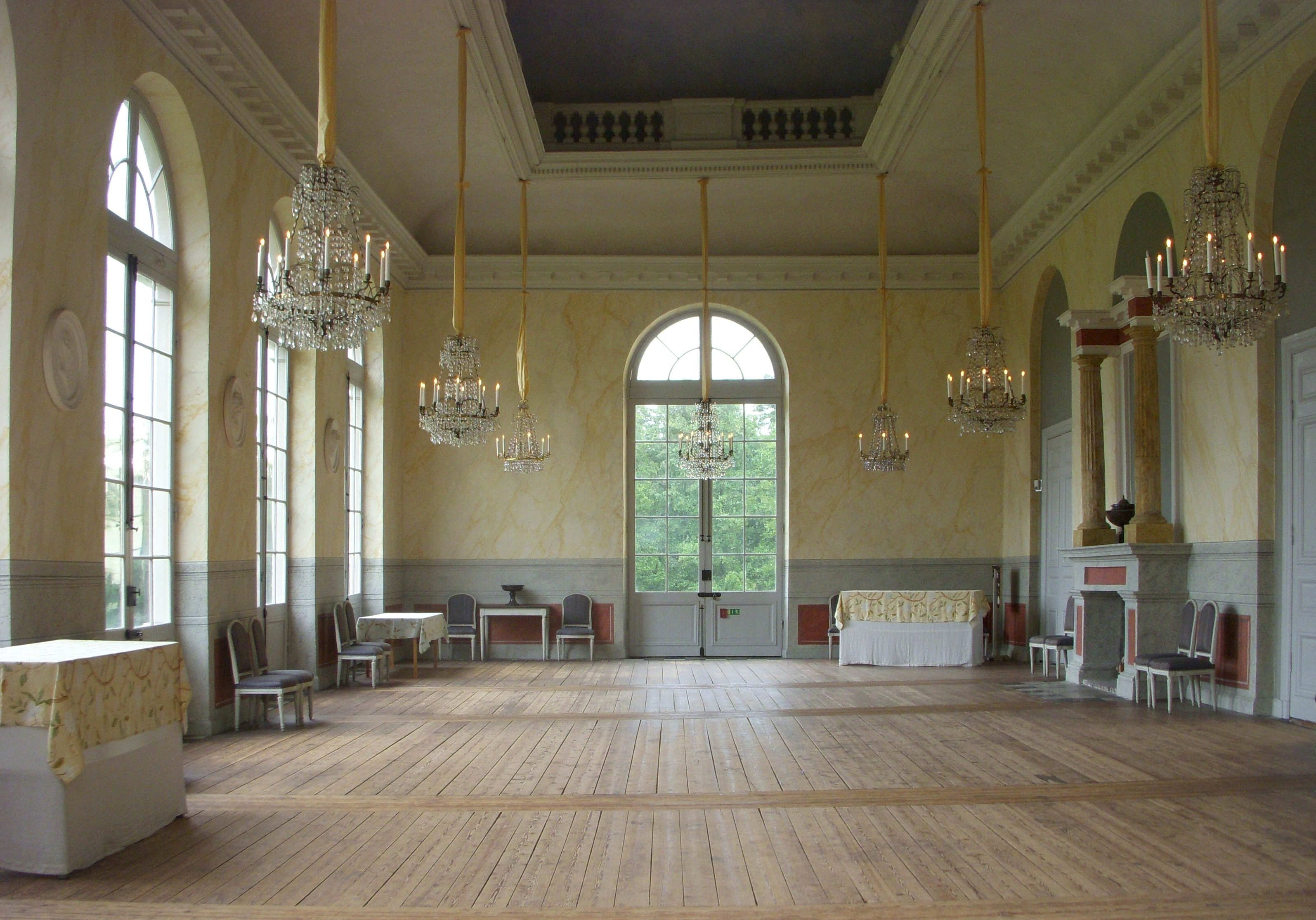
سالن دژونر، که در زمان سلطنت شاه گوستاو سوم ساخته شد و امروزه به عنوان سرسرای تئاتر مورد استفاده قرار می‌گیرد

نخستین تئاتری که در مکان کنونی تئاتر دروتنینگهلم ساخته شد به امر ملکه لوئیسا اولریکا توسط استاد سازندهٔ آلمانی، گئورگ گرگنهوفر ساخته شد. تئاتر در سال ۱۷۵۴ بازگشایی شد و میزبان گروه تازه‌ای از بازیگران فرانسوی به نام گروه دو لوندل بود که یک سال پیش توسط دربار استخدام شده بودند و قرار بود تا سال ۱۷۷۱ از این تئاتر استفاده کنند.
هنگامی که در تاریخ ۲۷ اوت ۱۷۶۲، تئاتر اصلی به هنگام یک اجرای اپرای خنده‌دار دچار آتش‌سوزی شد، ملکه لوئیسا اولریکا تصمیم به بازسازی تئاتر برای دربار کاخ دروتنینگهلم گرفت و ساخت خانهٔ اپرای جایگزین را به کارل فردریک آدلکرانتز دستور داد. کار ساختمان در سال ۱۷۶۴ آغاز شد در پایان، شامل تئاتر و همچنین مجموعه‌ای از اتاق‌های کوچک‌تر در کنار تالار اصلی برای اسکان اعضای دربار که در کاخ اقامت نداشتند، از جمله آدلکرانتز، رئیس جشن‌ها، خدمتکاران اشرافی، بازیگران و کارکنان تئاتر و اشراف جوان، شد. ساختمانی که آدلکرانتز ساخت از چندین وجه به طور نامعمولی معمارانه بود. از همه مهم‌تر، با وجود اینکه تئاتر قصد داشت از سبک هنری کاخ ورسای تقلید کند، کمبود بودجهٔ خزانه‌داری سوئد سبکی بسیار پراکنده‌تر را ایجاب می‌کرد.